# شقويف (سقز)
قرية شقويف (بالكردية: شقۆیف) هي إحدى القرى التابعة لـترجان في ريف قسم مركزي من مقاطعة سقز، في محافظة كردستان الإيرانية.

## السكان
حسب إحصاءات سنة 2006، بلغ إجمالي السكان في شقويف 149 نسمة وعدد المساكن 26 مسكن. لغة سكان شقويف هي اللغة الكردية و هم من أهل السنة والجماعة والمذهب الشافعي.